# Mol (bedrijf)

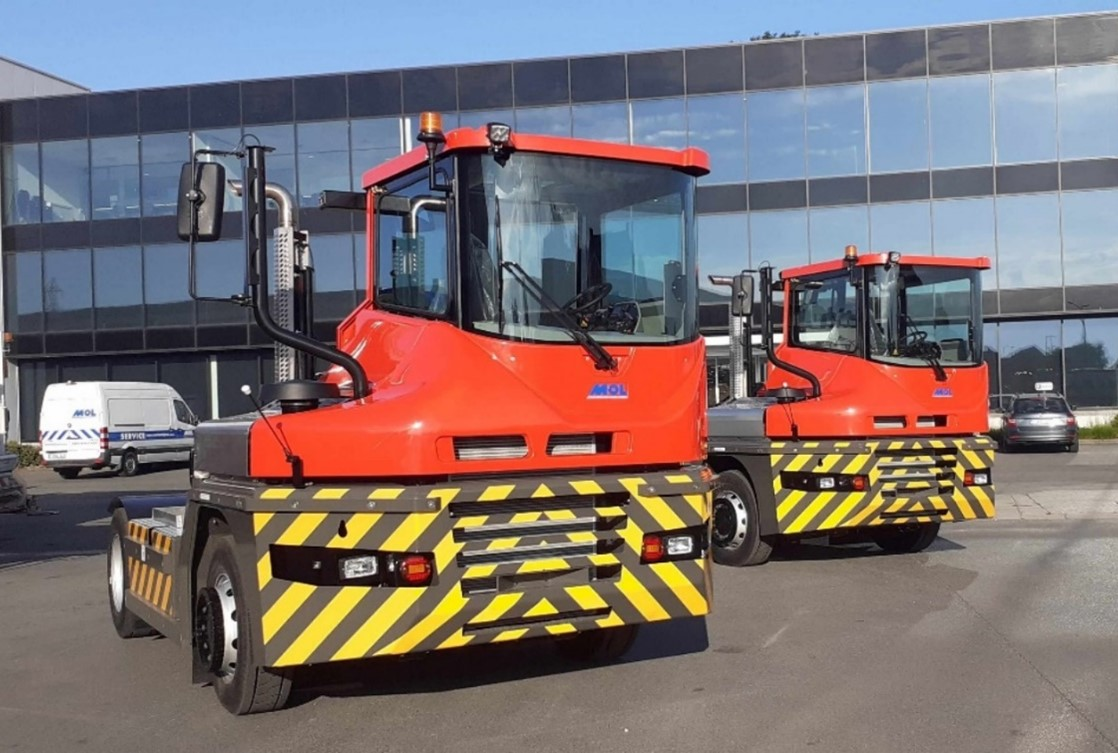
4x4 terminal Tractor MOL

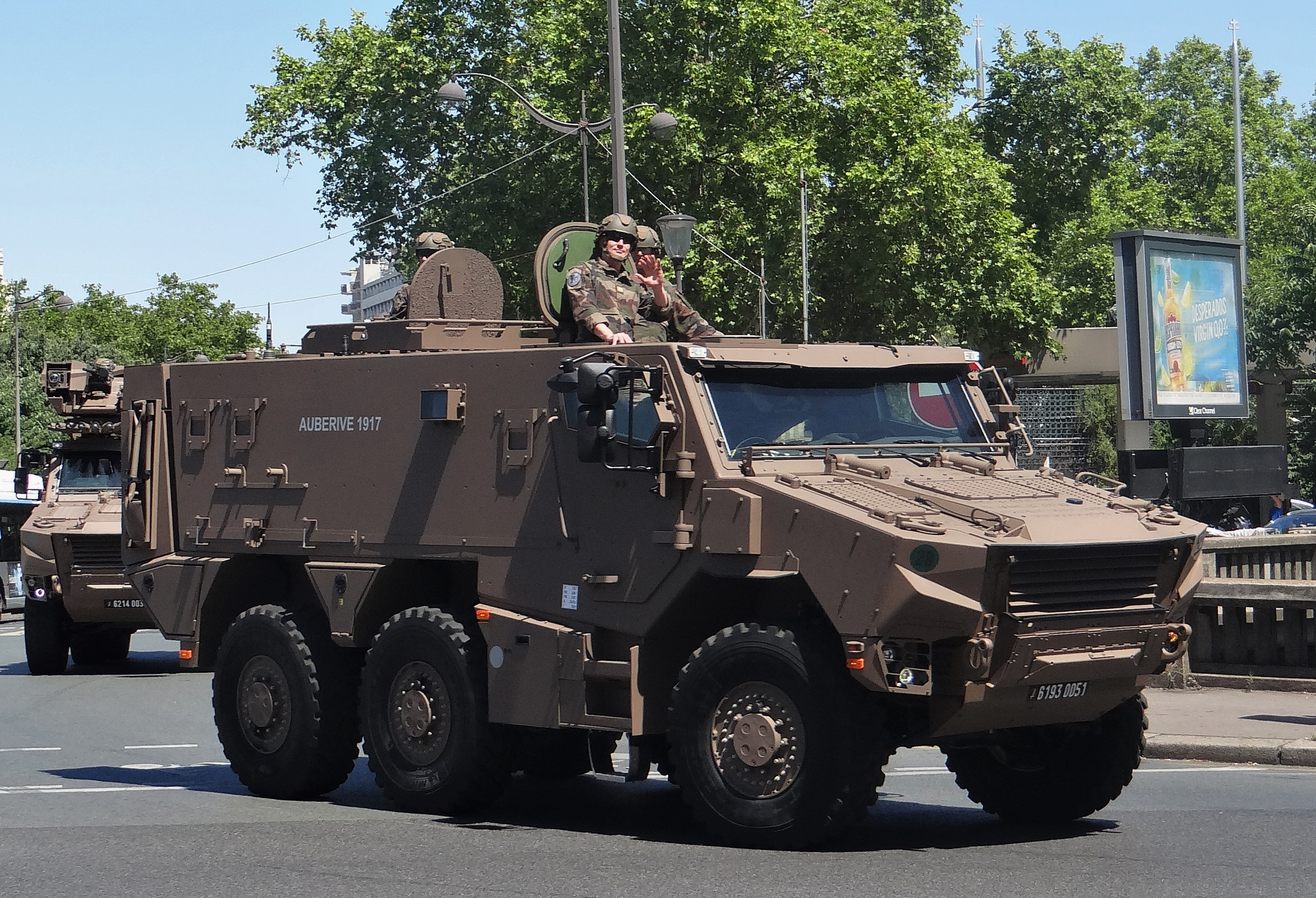
VBMR Griffon

Mol is een Belgisch bedrijf dat zware voertuigen en transportmateriaal bouwt, gevestigd in Staden. MOL werd opgericht in 1944 door Gerard Mol en zijn broer Remi. Het bedrijf begon aanvankelijk met het bouwen van landbouwvoertuigen en opleggers. In 1952 begon Mol ook met de productie van trailers voor vrachtwagens, een markt waarin Mol nog altijd actief is. 
In 1965 begon Mol met de productie van vrachtwagens, met name voor special doeleinden zoals voor woestijnomstandigheden.
Vanaf 1996 begaf Mol zich op de markt van Terminal trekkers. In 1998 nam Remi's zoon Martin Mol het bedrijf over. In 2001 ontwikkelde het een chassis voor een kraanwagen voor het Franse PPM. In 2004 volgde een speciaal voertuig voor de Belgische spoorwegen. In 2005 mocht Mol voor Algerije een serie van 55 grote vrachtwagens maken voor de olie-industrie.
In 1985 nam het "Vandekerckhove" (VDK) over, dat vuilniswagens maakte.

Twee jaar later bouwde Mol samen met twee andere Belgische bedrijven, Somati en Bril, achttien MOL MSB18 anti-oproervoertuigen voertuigen (sproeiwagens) voor de Belgische politie en weer een jaar later ontving MOL samen met Volvo een order voor de productie van 700 laadbakken voor het Belgische leger.

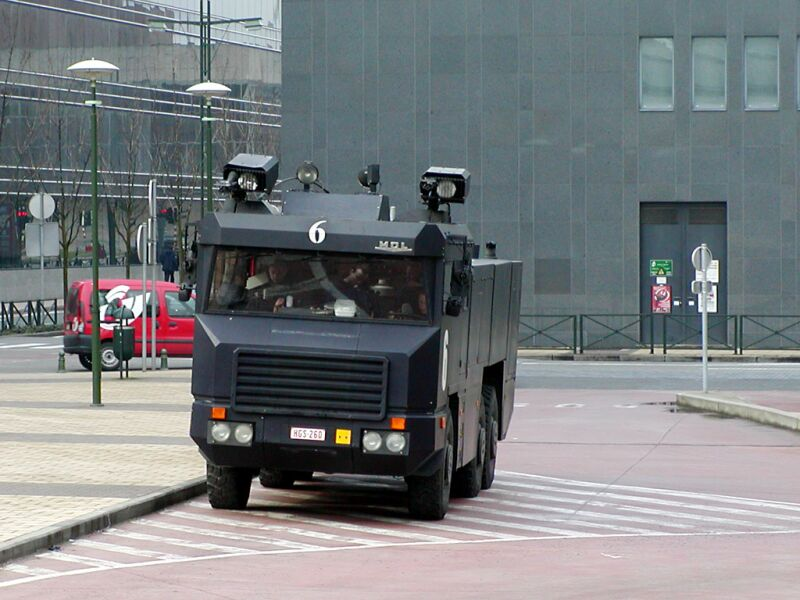
MOL MSB18 waterkanon van de Belgische politie

In 2008 startte Mol het nevenbedrijf ITK op in Kachtem waar men vooral serieproductie doet. De productievestiging in Staden werd uitgebreid met nieuwe hallen.
In 2018 werd de zware HF8066 vrachtwagen gepresenteerd op een vakbeurs in Hannover. Dit voertuig wordt gebruikt bij de bouw en het transport van boortorens op olievelden in de Sahara en in India. Het voertuig is 4 meter hoog, 3,7 meter breed en 14 meter lang en weegt 40 ton. De motor heeft een vermogen van 625 pk en drijft alle zes wielen aan.
Begin 2022 werd voorzien in de opvolging van Martin Mol. Via een management buy-out komen er drie nieuwe aandeelhouders, Alexander Desplentere, Bram Callewaert en Lieven Neuville. Zij werken al lange tijd bij het bedrijf en zijn tevens de nieuwe bestuurders.
In 2022 werd een overeenkomst getekend met de Franse groep Nexter. De bedrijven gaan nauw samenwerken met betrekking tot het CaMo (Capacité Motorisée) programma voor de modernisering van gemotoriseerde voertuigen van het Belgische leger. Mol gaat actief participeren in de productie, assemblage en levering van 382 VBMR Griffon pantserwielvoertuigen die tussen 2025 en 2030 aan het leger zullen worden geleverd. Onderdeel van dit contract is ook de levering van 60 EBRC Jaguar pantserwielverkenningsvoertuigen.